# Katechetické hnutí
Katechetické hnutí usilovalo o obnovu katecheze, která byla až do konce 19. století omezena jen na vyučování náboženství v rámci školní docházky. Zpočátku se zaměřilo zejména na změnu metody s přihlédnutím k poznatkům vývojové psychologie, nově začala být využívána například takzvaná mnichovská metoda. Později se hnutí více soustředilo na obsah katecheze, která má podle něj být výchovou ve víře, a po druhé světové válce 
si spolu s kérygmatickým hnutím kladlo za cíl návrat k původnímu pojetí hlásání křesťanství jako radostné zvěsti o Božím království v Ježíši Kristu. 